# Andrzej Jerzmanowski
Andrzej Jerzmanowski (ur. 13 listopada 1946 w Warszawie) – polski naukowiec: biolog, biochemik i biofizyk, członek korespondent krajowy Polskiej Akademii Nauk od 2002, członek rzeczywisty tej instytucji od 2016. Profesor na Wydziale Biologii Uniwersytetu Warszawskiego, oraz pracownik Instytutu Biochemii i Biofizyki PAN. Specjalista naukowy w dziedzinie genetyki i biologii systemowej roślin. Kierownik Zakładu Biosyntezy Białka IBiB PAN, kierował zespołem badaczy odpowiedzialnych za badania nad udziałem struktur chromatynowych w regulacji transkrypcji genów.   
Stopień doktora uzyskał w 1974, tytuł profesora – w 1998.

## Wybrane prace
Jest autorem lub współautorem wielu prac naukowych w tym m.in.:
- Histone H1 Overexpressed to High Level in Tobacco Affects Certain Developmental Programs But Has Limited Effect on Basal Cellular Functions, 1996, „Proc. Natl. Acad. Sci. USA”, 93 (współautor);
- Linker Histones Play a Role in Male Meiosis and the Development of Pollen Grains in Tobacco, 1999, „The Plant Cell”, 11 (współautor);
- Suppression of histone H1 genes in Arabidopsis thaliana results in heritable developmental defects and stochastic changes in DNA methylation, 2005, „Genetics”, 169 (współpracownik: A.T. Wierzbicki);
- A specialized histone H1 variant is required for adaptive responses to complex abiotic stress and related DNA methylation in Arabidopsis, 2015, „Plant Physiology”, 169 (współautor).

## Wyróżnienia
Jest laureatem wielu nagród, odznaczeń i wyróżnień:
- 1986, 2000: Nagroda im. J. Parnasa za pracę naukową Polskiego Towarzystwa Biochemicznego,
- 1986, 2001: Indywidualna Nagroda Wydziału II Nauk Biologicznych PAN I stopnia,
- 1995: Nagroda im. Profesora Hugona Steinhausa za książkę „Geny i ludzie”[4];
- 1998: Nagroda Firmy Sigma-Aldrich i Polskiego Towarzystwa Biochemicznego,
- 1999: Nagroda Polskiego Towarzystwa Genetycznego za prace naukowe opublikowane w 1998 roku,
- 2000: Subsydium dla Uczonych Fundacji Nauki Polskiej,
- 2003: Medal L. Marchlewskiego Komitetu Biochemii i Biofizyki PAN,
- 2008: Indywidualna Nagroda Prezesa Rady Ministrów za wybitne osiągnięcia naukowe.